# Route 513 (Terre-Neuve-et-Labrador)
Pour les articles homonymes, voir Route 513.
La route 513 est une route provinciale tertiaire de la province canadienne de Terre-Neuve-et-Labrador située dans l'est du Labrador. D'orientation ouest-est, elle relie la route 510 jusqu'à St. Lewis, situé 30 kilomètres plus à l'est. Elle est une route très faiblement empruntée et son revêtement est constitué de gravier sur l'entièreté de son tracé. Elle est située à environ 280 kilomètres de route au nord-est de Blanc-Sablon, au Québec.

## Communautés traversées
- St. Lewis